# Parcul Civic (Timișoara)

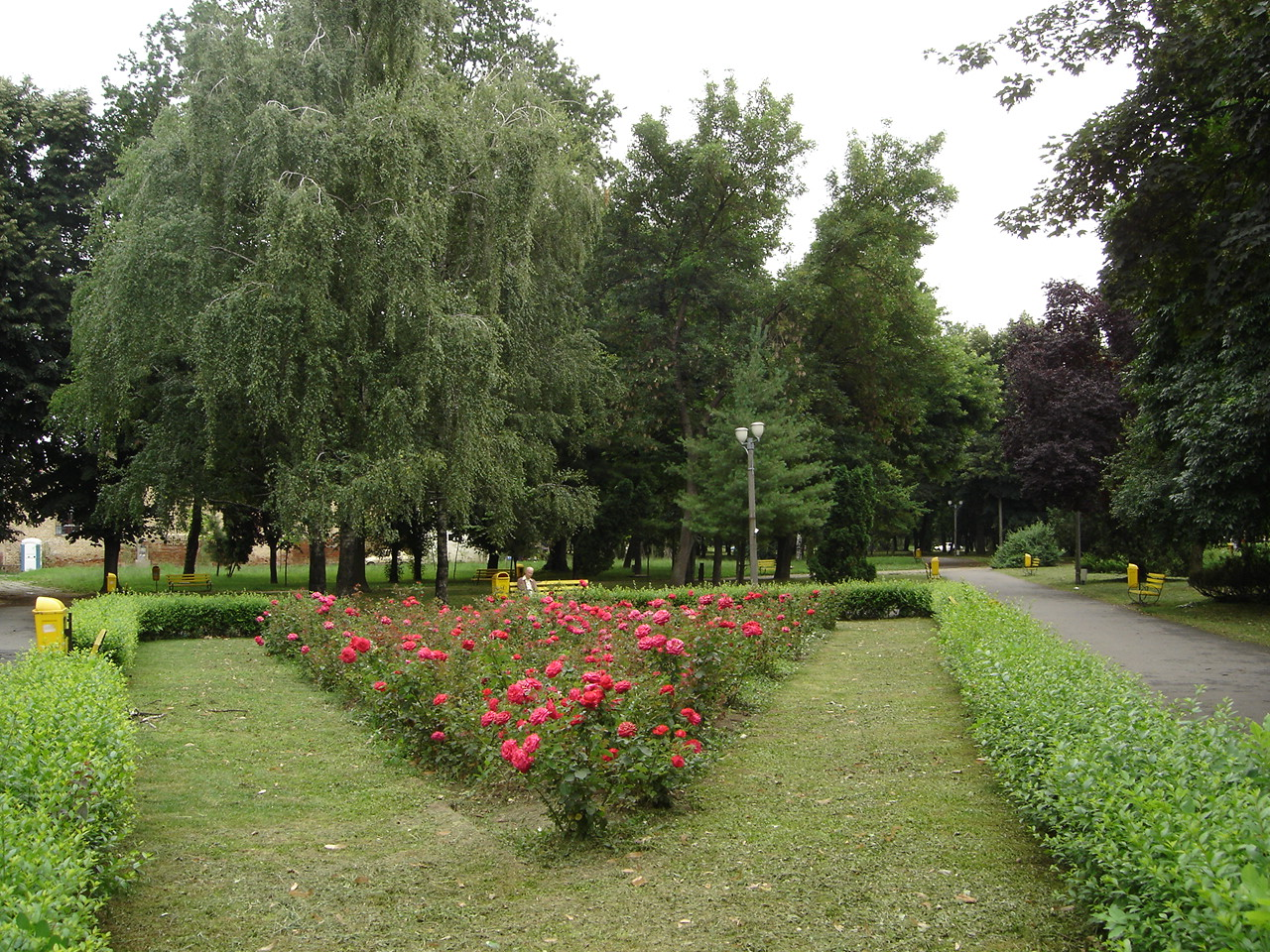
Der Parcul Civic

Parcul Civic (deutsch: Bürgerpark, auch Stadtpark) befindet sich im Zentrum von Timișoara. Er wurde 1971 angelegt und ist der jüngste Park der Stadt. Der Park befindet sich im Bezirk Cetate, hinter dem Hotel Continental.

## Beschreibung
Der Park hat eine Fläche von 76.000 Quadratmetern. Er befindet sich auf dem Areal, auf dem einst die Siebenbürger Kaserne stand. Diese wurde in den 1960er Jahren abgetragen. Geplant war, an ihrer Stelle ein neues Stadtzentrum zu errichten. Der Plan wurde jedoch fallen gelassen und auf dem freien Platz der Parcul Civic angelegt. Zwischen 1968 und 1971 entstand hier das damals höchste Gebäude Timișoaras, das Hotel Continental, sowie eine Blumenuhr zur Strada Proclamația de la Timișoara hin, ein Wahrzeichen der Stadt. Sie wird zweimal jährlich neu bepflanzt. Der Park wird vom Bulevardul I. C. Brătianu durchquert, der ihn in zwei Teile teilt.
Ein Rest der Siebenbürger Kaserne wird vom Nationaltheater Timișoara als zweite Bühne genutzt.